# Камарбон (Амоль)
Камарбон (перс. كمربن) — село в Ірані, у дегестані Челав, у Центральному бахші, шагрестані Амоль остану Мазендеран. За даними перепису 2006 року, його населення становило 24 особи, що проживали у складі 5 сімей.

## Клімат
Середня річна температура становить 11,10 °C, середня максимальна – 24,28 °C, а середня мінімальна – -2,65 °C. Середня річна кількість опадів – 309 мм.
| Клімат поселення                              | Клімат поселення | Клімат поселення | Клімат поселення | Клімат поселення | Клімат поселення | Клімат поселення | Клімат поселення | Клімат поселення | Клімат поселення | Клімат поселення | Клімат поселення | Клімат поселення | Клімат поселення |
| Показник                                      | Січ.             | Лют.             | Бер.             | Квіт.            | Трав.            | Черв.            | Лип.             | Серп.            | Вер.             | Жовт.            | Лист.            | Груд.            |                  |
| Середній максимум, °C                         | 4,80             | 5,13             | 7,91             | 13,54            | 18,21            | 22,13            | 24,28            | 24,13            | 21,06            | 16,76            | 11,26            | 6,67             |                  |
| Середня температура, °C                       | 1,06             | 1,42             | 4,20             | 9,82             | 14,50            | 18,42            | 20,88            | 20,73            | 17,66            | 13,37            | 7,88             | 3,28             |                  |
| Середній мінімум, °C                          | −2,65            | −2,3             | 0,48             | 6,11             | 10,78            | 14,70            | 17,50            | 17,34            | 14,27            | 9,98             | 4,49             | −0,11            |                  |
| Норма опадів, мм                              | 33               | 32               | 44               | 32               | 28               | 13               | 9                | 9                | 15               | 34               | 29               | 31               |                  |
| Середньомісячна швидкість вітру, м/с          | 1.78             | 2.34             | 2.64             | 2.65             | 2.16             | 1.60             | 1.62             | 1.67             | 1.52             | 1.74             | 2.04             | 1.82             |                  |
| Середньомісячна сонячна радіація, кДж/м²·день | 8941             | 11480            | 13837            | 17129            | 20524            | 22864            | 22615            | 20734            | 17637            | 13510            | 10462            | 8470             |                  |
| --------------------------------------------- | ---------------- | ---------------- | ---------------- | ---------------- | ---------------- | ---------------- | ---------------- | ---------------- | ---------------- | ---------------- | ---------------- | ---------------- | ---------------- |
| Джерело:                                      |                  |                  |                  |                  |                  |                  |                  |                  |                  |                  |                  |                  |                  |